# Ludovic Assemoassa
Amevou-Ludovic Assemoassa (Lyon, Francia, 18 de septiembre de 1980) es un exfutbolista togolés aunque nacido en Francia, se desempeñaba en todas las posiciones de la Defensa y su último equipo fue el Granada 74 de España. Fue internacional con la selección de fútbol de Togo.

## Clubes
| Club                | País    | Año         |
| ------------------- | ------- | ----------- |
| Olympique de Lyon B | Francia | 1999 - 2001 |
| Clermont Foot       | Francia | 2001 - 2005 |
| CF Ciudad de Murcia | España  | 2005 - 2007 |
| Granada 74          | España  | 2007 - 2008 |

- Datos: Q723747